# Vincent Gigante

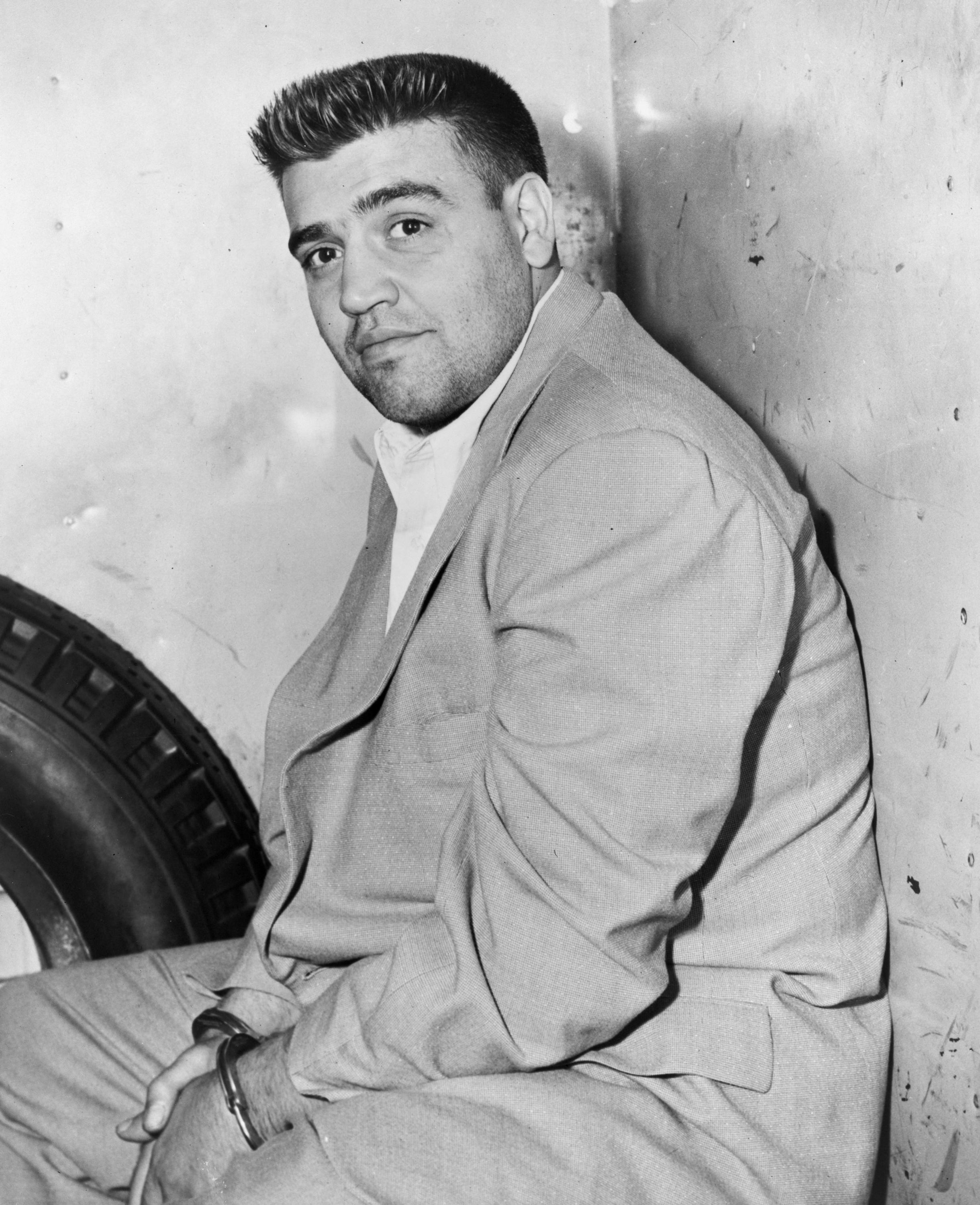
Vincent Gigante (1957)

Vincent Louis Gigante  (New York, 28 maart 1928 – Springfield (Missouri), 19 december 2005) was een maffioso in de Amerikaanse maffia die uiteindelijk de baas zou worden van de familie Genovese (een van de Five Families uit New York). Hij was de baas van 1981 tot zijn dood in 2005. Vincent "Chin" Gigante (de Kin) wist jarenlang uit handen van justitie te blijven door te doen alsof hij gek was. Hierbij liep hij overdag in zijn badjas door de straten van Greenwich waarbij hij in zichzelf praatte. Zelfs ervaren psychiaters verklaarden hem gek, ondanks de geluiden van medemaffiosi dat Gigante acteerde. Na zijn uiteindelijke arrestatie in 1990, na een getuigenis van verschillende maffiosi van andere families (onder wie Sammy Gravano), bleef Gigante zijn familie leiden vanuit de gevangenis. Nadat hij in 2002 met nieuwe feiten (waaronder het belemmeren van justitie met zijn "act") opnieuw was aangeklaagd en een levenslange gevangenisstraf tegen zich had horen eisen, gaf Gigante uiteindelijk in 2003 toe dat hij jarenlang deed alsof hij gek was om zo een vrij man te blijven.